# Untrinilium
Untrinilium, med kemisk beteckning Utn, är det tillfälliga IUPAC-namnet på det grundämne i periodiska systemet, som har atomnummer 130. Det kan också kallas eka-californium efter Dmitrij Mendelejevs förutsägelser om det periodiska systemet. 
Untrinilium är det tolfte grundämnet i den åttonde perioden i det periodiska systemet. Det har inte gjorts några försök att framställa ämnet och kommer förmodligen att dröja länge, eftersom partikelfysikerna under 2010-talets gjort ansträngningar för att framställa ämnena med atomnummer 115–120.